# Everton Cebolinha
Everton Sousa Soares, aussi appelé Everton Cebolinha ou simplement Everton, est un footballeur international brésilien, né le 22 mars 1996 à Maracanaú. Il évolue au poste d'attaquant au CR Flamengo.

## Biographie

### Brésil
Vainqueur de la Copa América 2019, il termine meilleur buteur de la compétition et meilleur joueur de la finale.

## Statistiques

### En club
| Saison                | Club                  | Championnat           | Championnat | Championnat | Coupe(s) nationale(s) | Coupe(s) nationale(s) | Supercoupe | Supercoupe | Compétition(s) continentale(s) | Compétition(s) continentale(s) | Compétition(s) continentale(s) | Championnat d'État | Championnat d'État | Coupe du monde des clubs | Coupe du monde des clubs | Total | Total |
| Saison                | Club                  | Division              | M.          | B.          | M.                    | B.                    | M.         | B.         | Comp.                          | M.                             | B.                             | M.                 | B.                 | M.                       | B.                       | M.    | B.    |
| 2014                  | Grêmio                | Serie A               | 7           | 0           | -                     | -                     | -          | -          | -                              | -                              | -                              | 7                  | 2                  | -                        | -                        | 14    | 2     |
| 2015                  | Grêmio                | Serie A               | 14          | 4           | 2                     | 0                     | -          | -          | -                              | -                              | -                              | 12                 | 1                  | -                        | -                        | 28    | 5     |
| 2016                  | Grêmio                | Serie A               | 27          | 3           | 6                     | 2                     | -          | -          | CL                             | 5                              | 1                              | 11                 | 2                  | -                        | -                        | 49    | 8     |
| 2017                  | Grêmio                | Serie A               | 32          | 8           | 5                     | 2                     | -          | -          | CL                             | 10                             | 1                              | 12                 | 1                  | 2                        | 0                        | 61    | 12    |
| 2018                  | Grêmio                | Serie A               | 27          | 10          | 3                     | 1                     | -          | -          | CL+RS                          | 8+2                            | 5+0                            | 11                 | 3                  | -                        | -                        | 51    | 19    |
| 2019                  | Grêmio                | Serie A               | 30          | 11          | 5                     | 1                     | -          | -          | CL                             | 12                             | 4                              | 10                 | 4                  | -                        | -                        | 57    | 20    |
| 2020                  | Grêmio                | Serie A               | -           | -           | 1                     | 0                     | -          | -          | CL                             | 2                              | 0                              | 13                 | 3                  | -                        | -                        | 16    | 3     |
| Sous-total            | Sous-total            | Sous-total            | 137         | 36          | 22                    | 6                     | -          | -          | -                              | 39                             | 11                             | 76                 | 16                 | 2                        | 0                        | 276   | 69    |
| 2020-2021             | Benfica Lisbonne      | Primeira Liga         | 32          | 7           | 6                     | 0                     | 1          | 0          | C1+C3                          | 1+8                            | 0+1                            | -                  | -                  | -                        | -                        | 48    | 8     |
| 2021-2022             | Benfica Lisbonne      | Primeira Liga         | 25          | 3           | 7                     | 4                     | 0          | 0          | C1                             | 13                             | 0                              | -                  | -                  | -                        | -                        | 45    | 7     |
| Sous-total            | Sous-total            | Sous-total            | 57          | 10          | 13                    | 4                     | 1          | 0          | -                              | 22                             | 1                              | -                  | -                  | -                        | -                        | 93    | 15    |
| Total sur la carrière | Total sur la carrière | Total sur la carrière | 195         | 45          | 35                    | 10                    | 1          | 0          | -                              | 61                             | 12                             | 63                 | 13                 | 2                        | 0                        | 357   | 80    |

### En sélection nationale
| Saison                | Sélection             | Phases finales        | Phases finales | Phases finales | Éliminatoires | Éliminatoires | Matchs amicaux | Matchs amicaux | Total | Total |
| Saison                | Sélection             | Compétition           | M              | B              | M             | B             | M              | B              | M     | B     |
| --------------------- | --------------------- | --------------------- | -------------- | -------------- | ------------- | ------------- | -------------- | -------------- | ----- | ----- |
| 2018-2019             | Brésil                | Copa América 2019     | 6              | 3              | -             | -             | 6              | 0              | 12    | 3     |
| Sous-total            | Sous-total            | Sous-total            | 6              | 3              | 0             | 0             | 6              | 0              | 12    | 3     |
| Total sur la carrière | Total sur la carrière | Total sur la carrière | 6              | 3              | 0             | 0             | 6              | 0              | 12    | 3     |

## Palmarès

### En club
|  |  | Grêmio - Campeonato Gaucho - Champion : 2018 et 2019 - Coupe du Brésil - Vainqueur : 2016 - Copa Libertadores - Vainqueur : 2017 - Recopa Sudamericana - Vainqueur : 2018 - Coupe du monde des clubs de la FIFA - Finaliste : 2017 |

### En sélection
|  |  | Brésil - Copa América - Vainqueur : 2019 - Finaliste : 2021 |